# Kalpi
Kalpi è una suddivisione dell'India, classificata come municipal board, di 42.858 abitanti, situata nel distretto di Jalaun, nello stato federato dell'Uttar Pradesh.